# The Remix
The Remix é o primeiro álbum de remixes da artista musical estadunidense Lady Gaga. Lançado no Japão em 3 de março de 2010, o trabalho contém remixes das canções de seu primeiro disco de estúdio, The Fame (2008), e seu terceiro extended play (EP), The Fame Monster (2009). Uma versão revisada das faixas foi preparada para ser distribuída em outros mercados, começando no México em 3 de maio. Vários músicos produziram as composições, incluindo Pet Shop Boys, Passion Pit e The Sound of Arrows. As versões editadas caracterizam ambos andamentos acelerados e lentos, com alterações nos vocais de Gaga.
O disco recebeu revisões mistas da mídia especializada, mas alguns críticos notaram como a cantora foi capaz de vender as músicas de The Fame de maneiras novas e inovadoras. Alcançou o topo das tabelas na Grécia e na Dance/Electronic Albums da revista estadunidense Billboard. Entrou no repertório dos dez mais vendidos em países como Canadá, Estados Unidos, Japão, México e Reino Unido. Foi certificado como platina no Japão e no Brasil, e como ouro na Bélgica e na Rússia. A obra vendeu meio milhão de cópias mundialmente.

## Faixas e formatos
| Edição internacional |                                                                        |                                                                        |                                                                                |         |  |
| N.º                  | Título                                                                 | Compositor(es)                                                         | Remixador(es)                                                                  | Duração |  |
| 1.                   | "Just Dance" (Richard Vission Remix) (com Colby O'Donis)               | Lady Gaga, RedOne, Aliaune Thiam                                       | RedOne (remixagem e produção adicional de Richard Vission)                     | 6:15    |  |
| 2.                   | "Poker Face" (LLG vs. GLG Radio Mix Remix)                             | Lady Gaga, RedOne                                                      | RedOne (remixagem e produção adicional de Guéna LG)                            | 4:03    |  |
| 3.                   | "LoveGame" (Chew Fu Ghettohouse Fix) (com Marilyn Manson)              | Lady Gaga, RedOne                                                      | Chew Fu                                                                        | 5:21    |  |
| 4.                   | "Eh, Eh (Nothing Else I Can Say)" (Frankmusik Remix)                   | Lady Gaga, Martin Kierszenbaum                                         | Kierszenbaum (remixagem e produção adicional de Frankmusik)                    | 3:49    |  |
| 5.                   | "Paparazzi" (Stuart Price Remix)                                       | Lady Gaga, Rob Fusari                                                  | Fusari, Lady Gaga (co) (remixagem e produção adicional de Stuart Price)        | 3:21    |  |
| 6.                   | "Boys Boys Boys" (Manhattan Clique Remix)                              | Lady Gaga, RedOne                                                      | RedOne (remixagem e produção adicional de Manhattan Clique)                    | 2:50    |  |
| 7.                   | "The Fame" (Glam as You Remix)                                         | Lady Gaga, Kierszenbaum                                                | Kierszenbaum (remixagem e produção adicional de Guéna LG)                      | 3:57    |  |
| 8.                   | "Bad Romance" (Starsmith Remix)                                        | Lady Gaga, RedOne                                                      | RedOne, Lady Gaga (co) (remixagem e produção adicional de Starsmith)           | 4:57    |  |
| 9.                   | "Telephone" (Passion Pit Remix) (com Beyoncé)                          | Lady Gaga, Rodney Jerkins, LaShawn Daniels, Lazonate Franklin, Beyoncé | Jerkins, Lady Gaga (co) (remixagem e produção adicional de Passion Pit)        | 5:14    |  |
| 10.                  | "Alejandro" (The Sound of Arrows Remix)                                | Lady Gaga, RedOne                                                      | RedOne, Lady Gaga (co) (remixagem e produção adicional de The Sound of Arrows) | 3:59    |  |
| 11.                  | "Dance in the Dark" (Monarchy 'Stylites' Remix)                        | Lady Gaga, Fernando Garibay                                            | Garibay, Lady Gaga (co) (remixagem e produção adicional de Monarchy)           | 6:10    |  |
| 12.                  | "Just Dance" (Deewaan Remix) (com Ashking, Wedis, Lush, e Young Thoro) | Lady Gaga, RedOne, Thiam                                               | RedOne (remixagem e produção adicional de Deewaan)                             | 4:16    |  |
| 13.                  | "LoveGame" (Robots to Mars Remix)                                      | Lady Gaga, RedOne                                                      | RedOne (remixagem e produção adicional de Robots to Mars)                      | 3:12    |  |
| 14.                  | "Eh, Eh (Nothing Else I Can Say)" (Pet Shop Boys Remix)                | Lady Gaga, Kierszenbaum                                                | Kierszenbaum (remixagem e produção adicional de Pet Shop Boys)                 | 2:49    |  |
| 15.                  | "Poker Face" (Live at The Cherrytree House Piano & Voice Version)      | Lady Gaga, RedOne                                                      | RedOne                                                                         | 3:39    |  |
| 16.                  | "Bad Romance" (Grum Remix)                                             | Lady Gaga, RedOne                                                      | RedOne, Lady Gaga (co) (remixagem e produção adicional de Grum)                | 4:53    |  |
| 17.                  | "Telephone" (Alphabeat Remix) (com Beyoncé)                            | Lady Gaga, Jerkins, Daniels, Franklin, Beyoncé                         | Jerkins, Lady Gaga (co) (remixagem e produção adicional de Alphabeat)          | 4:48    |  |

| Edição estadunidense |                                                           |                                                                        |                                                                                |         |  |
| N.º                  | Título                                                    | Compositor(es)                                                         | Remixador(es)                                                                  | Duração |  |
| 1.                   | "Just Dance" (Richard Vission Remix) (com Colby O'Donis)  | Lady Gaga, RedOne, Aliaune Thiam                                       | RedOne (remixagem e produção adicional de Richard Vission)                     | 6:15    |  |
| 2.                   | "Poker Face" (LLG vs. GLG Radio Mix Remix)                | Lady Gaga, RedOne                                                      | RedOne (remixagem e produção adicional de Guéna LG)                            | 4:03    |  |
| 3.                   | "LoveGame" (Chew Fu Ghettohouse Fix) (com Marilyn Manson) | Lady Gaga, RedOne                                                      | Chew Fu                                                                        | 5:21    |  |
| 4.                   | "Eh, Eh (Nothing Else I Can Say)" (Frankmusik Remix)      | Lady Gaga, Martin Kierszenbaum                                         | Kierszenbaum (remixagem e produção adicional de Frankmusik)                    | 3:49    |  |
| 5.                   | "Paparazzi" (Stuart Price Remix)                          | Lady Gaga, Rob Fusari                                                  | Fusari, Lady Gaga (co) (remixagem e produção adicional de Stuart Price)        | 3:21    |  |
| 6.                   | "The Fame" (Glam as You Remix)                            | Lady Gaga, Kierszenbaum                                                | Kierszenbaum (remixagem e produção adicional de Guéna LG)                      | 3:57    |  |
| 7.                   | "Bad Romance" (Starsmith Remix)                           | Lady Gaga, RedOne                                                      | RedOne, Lady Gaga (co) (remixagem e produção adicional de Starsmith)           | 4:57    |  |
| 8.                   | "Telephone" (Passion Pit Remix) (com Beyoncé)             | Lady Gaga, Rodney Jerkins, LaShawn Daniels, Lazonate Franklin, Beyoncé | Jerkins, Lady Gaga (co) (remixagem e produção adicional de Passion Pit)        | 5:14    |  |
| 9.                   | "Alejandro" (The Sound of Arrows Remix)                   | Lady Gaga, RedOne                                                      | RedOne, Lady Gaga (co) (remixagem e produção adicional de The Sound of Arrows) | 3:59    |  |
| 10.                  | "Dance in the Dark" (Monarchy 'Stylites' Remix)           | Lady Gaga, Fernando Garibay                                            | Garibay, Lady Gaga (co) (remixagem e produção adicional de Monarchy)           | 6:10    |  |

| Edição japonesa |                                                                             |                                                |                                                                         |         |  |
| N.º             | Título                                                                      | Compositor(es)                                 | Remixador(es)                                                           | Duração |  |
| 1.              | "Just Dance" (Space Cowboy Remix) (com Colby O'Donis)                       | Lady Gaga, RedOne, Thiam                       | RedOne (remixagem e produção adicional de Space Cowboy)                 | 5:04    |  |
| 2.              | "Just Dance" (RedOne Remix) (com Kardinal Offishall)                        | Lady Gaga, RedOne, Thiam                       | RedOne                                                                  | 4:18    |  |
| 3.              | "Poker Face" (Space Cowboy Remix)                                           | Lady Gaga, RedOne                              | RedOne (remixagem e produção adicional de Space Cowboy)                 | 4:54    |  |
| 4.              | "Poker Face" (LLG vs. GLG Radio Mix Remix)                                  | Lady Gaga, RedOne                              | RedOne (remixagem e produção adicional de Guéna LG)                     | 4:03    |  |
| 5.              | "Eh, Eh (Nothing Else I Can Say)" (Electric Piano & Human Beat Box Version) | Lady Gaga, Kierszenbaum                        | Kierszenbaum                                                            | 3:03    |  |
| 6.              | "Eh, Eh (Nothing Else I Can Say)" (Pet Shop Boys Remix)                     | Lady Gaga, Kierszenbaum                        | Kierszenbaum (remixagem e produção adicional de Pet Shop Boys)          | 2:49    |  |
| 7.              | "LoveGame" (Space Cowboy Remix)                                             | Lady Gaga, RedOne                              | RedOne (remixagem e produção adicional de Space Cowboy)                 | 3:21    |  |
| 8.              | "LoveGame" (Chew Fu Ghettohouse Fix) (com Marilyn Manson)                   | Lady Gaga, RedOne                              | Chew Fu                                                                 | 5:21    |  |
| 9.              | "Paparazzi" (Yuksek Remix)                                                  | Lady Gaga, Fusari                              | Fusari, Lady Gaga (co) (remixagem e produção adicional de Yuksek)       | 4:54    |  |
| 10.             | "Paparazzi" (Stuart Price Remix)                                            | Lady Gaga, Fusari                              | Fusari, Lady Gaga (co) (remixagem e produção adicional de Stuart Pric)  | 3:21    |  |
| 11.             | "Bad Romance" (Skrillex Radio Remix)                                        | Lady Gaga, RedOne                              | RedOne, Lady Gaga (co) (remixagem e produção adicional de Skrillex)     | 4:24    |  |
| 12.             | "Bad Romance" (Starsmith Remix)                                             | Lady Gaga, RedOne                              | RedOne, Lady Gaga (co) (remixagem e produção adicional de Starsmith)    | 4:57    |  |
| 13.             | "Bad Romance" (Kaskade Main Remix)                                          | Lady Gaga, RedOne                              | RedOne, Lady Gaga (co) (remixagem e produção adicional de Kaskade)      | 4:22    |  |
| 14.             | "Telephone" (Alphabeat Remix) (com Beyoncé)                                 | Lady Gaga, Jerkins, Daniels, Franklin, Beyoncé | Jerkins, Lady Gaga (co) (remixagem e produção adicional de Alphabeat)   | 4:48    |  |
| 15.             | "Telephone" (Passion Pit Remix) (com Beyoncé)                               | Lady Gaga, Jerkins, Daniels, Franklin, Beyoncé | Jerkins, Lady Gaga (co) (remixagem e produção adicional de Passion Pit) | 5:14    |  |
| 16.             | "Telephone" (Crookers Vocal Remix) (com Beyoncé)                            | Lady Gaga, Jerkins, Daniels, Franklin, Beyoncé | Jerkins, Lady Gaga (co) (remixagem e produção adicional de Crookers)    | 4:51    |  |

## Antecedentes e composição
Em 15 de abril de 2010, o portal britânico The Guardian informou que vários músicos, incluindo Pet Shop Boys, Passion Pit e o cantor de rock Marilyn Manson haviam "contribuído" para um álbum de remixes de Lady Gaga. Manson participou na nova versão de "LoveGame" feita por Chew Fu, enquanto a banda Passion Pit trabalhou em "Telephone" e o duo Pet Shop Boys em "Eh, Eh (Nothing Else I Can Say)". Outros artistas também colaboraram no disco, sendo eles Alphabeat, Frankmusik, Stuart Price, Monarchy e Robots to Mars.
Chuck Campbell, da California Chronicle, notou que o "truque" principal adotado pelos produtores por trás de The Remix, foi preservar a integridade das nuances de Gaga em suas canções, ao mesmo tempo, trazendo algo novo para sua música. De acordo com Campbell, o remix de "Dance in the Dark" feito por Monarchy "traz uma onda de força" para o número. A segunda faixa do disco é a produção aperfeiçoada de "Poker Face" pelo músico Guéna LG e apresenta um sistema computadorizado de canto do gancho "mum-mum-mum-mah". Stuart Price misturou "Paparazzi" em uma versão eletrônica, mudando o andamento mediano da composição original da canção. Novos vocais foram adicionados sobre o single, dando-lhe "um ambiente selvagem", segundo Nicki Escuerdo, do periódico Phoenix New Times. A produção de Richard Vission na música "Just Dance" introduz um ritmo gradual na canção, enquanto Frankmusik alterou a obra suave de "Eh, Eh (Nothing Else I Can Say)" para uma mais otimista, além de modificar os vocais da cantora no processo. O trabalho do grupo sueco The Sound of Arrows em "Alejandro", contrastou a natureza escura da composição a uma mais luzente, enquanto "Bad Romance" tem a produção a cago de Starsmith, que torna-a em uma faixa do gênero dance music.

## Crítica  profissional
| Críticas profissionais | Críticas profissionais |
| Avaliações da crítica  | Avaliações da crítica  |
| Fonte                  | Avaliação              |
| ---------------------- | ---------------------- |
| Allmusic               | [ 7 ]                  |
| Bloomberg Television   | [ 8 ]                  |
| Daily Express          | [ 9 ]                  |
| Digital Spy            | [ 10 ]                 |
| Rolling Stone          | [ 11 ]                 |

The Remix recebeu avaliações mistas da mídia especializada, acumulando cinquenta pontos de uma escala de cem no portal Metacritic, indicando "análises mistas ou medianas". Simon Cage do tabloide britânico Daily Express deu ao álbum três de cinco estrelas e sentiu que o verdadeiro talento de Gaga está em vender o mesmo disco repetidas vezes. "É bom, mas... já chega!" O crítico musical J.D. Considine do periódico The Globe and Mail, elogiou a versão acústica de "Poker Face", acrescentando que foi "a faixa mais inteligente de seu novo álbum de remixes". Sentindo que a música "traz à tona seu Elton John interior." Robert Copsey da Digital Spy notou que a distribuição de The Remix foi uma progressão mais natural do que lançamentos de algumas gravadoras que tentam ganhar dinheiro em algo que não está associado ao artista, elogiando também os remixadores apresentados no disco, dizendo que eles mantiveram as músicas frescas.
Stephen Thomas Erlewine da Allmusic pontuou o álbum com três estrelas de cinco, mas disse que os números poderiam ter sido encurtados. Erlewine congratulou alguns remixes, incluindo os trabalhos de Pet Shop Boys e Space Cowboy, adicionando que The Remix "não é um complemento essencial para a discografia Gaga... mas há brilho e glamour para desfrutar nele". Enquanto analisava o álbum para Bloomberg Television, Mark Beech notou que as faixas já conhecidas da artista  "recebem um novo brilho feito pelo duo Pet Shop Boys e as vezes pelo produtor de Madonna, Stuart Price." Nicki Escudero do Phoenix New Times deu uma resenha positiva ao trabalho listando a nova versão de "LoveGame" com Marilyn Manson como destaque da coletânea. Monica Herrera da Billboard elogiou a obra dizendo que "Gaga tem empregado um conjunto de ótimos produtores capazes de fazer as músicas de The Fame e The Fame Monster ficarem mais dançantes." Dando-lhe três de cinco estrelas, Caryn Ganz da Rolling Stone notou um sequenciamento desigual entre as faixas de The Remix. Ela sentiu que o trabalho de Passion Pit em "Telephone" foi a melhor produção do disco.

## Créditos
Lista-se abaixo os profissionais envolvidos na elaboração de The Remix, de acordo com a Allmusic:
- Vocais: Lady Gaga, Marilyn Manson, Beyoncé, Colby O'Donis, Ashking, Wedis, Lush, Young Thoro e  Kardinal Offishall.
- Mixagem e produção adicional: Alphabeat, Crookers, Passion Pit, Stuart Price, Skrillex, Space Cowboy, Starsmith e Yuksek.
- Produtor executivo: Vincent Herbert.
- Gerente: Troy Carter.
- Fotografia: David Chappelle.
- Compositores: Lady Gaga, Beyoncé, LaShawn Daniels, Lazonate Franklin, Rob Fusari, Martin Kierszenbaum, RedOne e Aliaune Thiame.

## Desempenho nas tabelas musicais
Após ser lançado no Japão, The Remix estreou em número nove na parada discográfica da Oricon. Na edição de 17 de maio de 2010, o álbum moveu-se para um novo pico de sete e desde então tem sido certificado como platina pela Recording Industry Association of Japan (RIAJ) após ter sido exportada 250 mil edições comercializadas. Na Austrália, o disco entrou na tabela de álbuns da ARIA obtendo a décima segunda colocação em 16 de maio de 2010, na qual permanceceu por cinco semanas consecutivas. No Reino Unido, alcançou o terceiro lugar na UK Albums Chart em 22 de maio, vendendo 132 mil exemplares de acordo com a compilação britânica The Official Charts Company. No gráfico continental European Top 100 Albums da Billboard o trabalho estreou na sétima colocação. Também atingiu o topo do periódico da versão grega da Federação Internacional da Indústria Fonográfica, listando-se entre os dez mais vendidos na Bélgica (Flandres e Valónia), República Checa, Irlanda, Países Baixos e Nova Zelândia.
Na tabela estadunidense Billboard 200, situou-se no sexto posto, comercializando 39 mil edições. Também estreou em primeiro lugar na parada Dance/Electronic Albums da revista Billboard, tornando deste o terceiro disco Gaga a ficar na primeira colocação da listagem. De acordo com o Nielsen SoundScan, o disco já vendeu 249 mil exemplares nos Estados Unidos. No Canadá, a obra estreou no quinto emprego da Canadian Albums Chart na publicação de 22 de maio, e permaneceu no gráfico por dez semanas. The Remix já vendeu mais de meio milhão de cópias mundialmente.

### Posições
| Tabela musical (2010)                                         | Melhor posição |
| ------------------------------------------------------------- | -------------- |
| Austrália - ARIA Charts                                       | 12             |
| Bélgica (Flandres)- Ultratop 50                               | 3              |
| Bélgica (Valônia) - Ultratop 50                               | 6              |
| Brasil - Associação Brasileira dos Produtores de Discos       | 10             |
| Canadá - Canadian Albums Chart                                | 5              |
| Croácia - IFPI Croatia                                        | 34             |
| Espanha - Productores de Musica de España                     | 12             |
| Estados Unidos - Billboard 200                                | 6              |
| Estados Unidos - Dance/Electronic Albums                      | 1              |
| Finlândia - IFPI Finlândia                                    | 17             |
| França - Syndicat National de l'Édition Phonographique        | 19             |
| Grécia - IFPI Grécia                                          | 1              |
| Hungria - Magyar Hanglemezkiadók Szövetsége                   | 29             |
| Irlanda - Irish Albums Chart                                  | 10             |
| Itália - Federazione Industria Musicale Italiana              | 22             |
| Japão - Oricon                                                | 7              |
| México - AMPROFON                                             | 5              |
| Nova Zelândia - Recording Industry Association of New Zealand | 9              |
| Países Baixos - MegaCharts                                    | 36             |
| Polónia - Polish Music Charts                                 | 13             |
| Reino Unido - UK Albums Chart                                 | 3              |
| Chéquia - IFPI Česká Republika                                | 7              |

| Tabela musical (2010)                    | Melhor posição |
| ---------------------------------------- | -------------- |
| Rússia - Russian Music Charts            | 11             |
| Suécia - Sverigetopplistan               | 40             |
| União Europeia - European Top 100 Albums | 7              |

| País          | Certificação |
| ------------- | ------------ |
| Bélgica - BEA | Ouro         |
| Brasil - ABPD | Platina      |
| Japão - RIAJ  | Platina      |
| Rússia - NFPP | Ouro         |

| Tabela musical (2010)                    | Posição |
| ---------------------------------------- | ------- |
| Bélgica (Flandres) - Ultratop 50         | 56      |
| Bélgica (Valônia) - Ultratop 50          | 59      |
| Canadá - Canadian Albums Chart           | 47      |
| Estados Unidos - Dance/Electronic Albums | 5       |
| Japão - Oricon                           | 41      |
| Reino Unido - UK Albums Chart            | 120     |

## Histórico de lançamento
The Remix foi lançado originalmente no Japão em 3 de março de 2010, contendo dezesseis dos remixes. A versão revisada, composta por dezessete faixas, começou a ser vendida em 3 de maio, iniciando-se no México. O disco foi distribuído no Reino Unido em 10 de maio e contou com uma capa diferente para a região. Em 8 de julho, a gravadora Interscope Records, confirmou que o trabalho também estaria disponível nos mercados estadunidenses em seu seguinte mês.
| País           | Data                | Formato                              | Gravadora                                    |
| -------------- | ------------------- | ------------------------------------ | -------------------------------------------- |
| Japão          | 3 de março de 2010  | CD, download digital                 | Universal Music                              |
| Austrália      | 30 de abril de 2010 | CD, download digital                 | Universal Music                              |
| Polónia        | 30 de abril de 2010 | CD, download digital                 | Universal Music                              |
| Canadá         | 4 de maio de 2010   | CD, download digital                 | Universal Music                              |
| Colômbia       | 4 de maio de 2010   | CD, download digital                 | Universal Music                              |
| Filipinas      | 4 de maio de 2010   | CD, download digital                 | Universal Music                              |
| Itália         | 4 de maio de 2010   | CD, download digital                 | Universal Music                              |
| México         | 4 de maio de 2010   | CD, download digital                 | Universal Music                              |
| Reino Unido    | 4 de maio de 2010   | CD, download digital                 | Interscope                                   |
| Brasil         | 5 de maio de 2010   | CD, download digital                 | Universal Music                              |
| Alemanha       | 7 de maio de 2010   | CD, download digital                 | Universal Music                              |
| Estados Unidos | 3 de agosto de 2010 | CD, download digital, disco de vinil | Streamline, Kon Live, Cherrytree, Interscope |